# Туркой
Туркой (в некоторых источниках упоминается название Туркхой, чечен. Туркой) — один из чеченских тайпов. Туркой относятся к группе тайпов, которые не входят в состав ни одного из чеченских тукхумов. Представители тайпа проживают во многих районах Чеченской Республики, в основном в плоскостных селениях региона и в Хасавюртовском районе Республики Дагестан. Представители тайпа, переселившиеся из Чечни в Османскую империю в период мухаджирства, проживают в Иордании и Сирии.

## История
В Галанчоже, во время Кавказской войны ещё сохранялось башенное селение Туркхаьлл, о развалинах которого упоминал в своей работе Всеволод Миллер «Терская область. Археологические экскурсии.//Материалы по археологии Кавказа», в указанной работе аул отмечен как «Туркали», у М. Мурдалова аул Туркали в чеченском варианте написан как чечен. Ткъуйсте, а у А. С. Сулейманова Ткуйистие (чечен. Ткъуйистие). В районе Гойтинского ущелья существовал аул Туркой, который 27 октябре 1857 года, в ходе Кавказской войны был захвачен и сожжён отрядом под командованием генерал-майора Мищенко.

### Происхождение

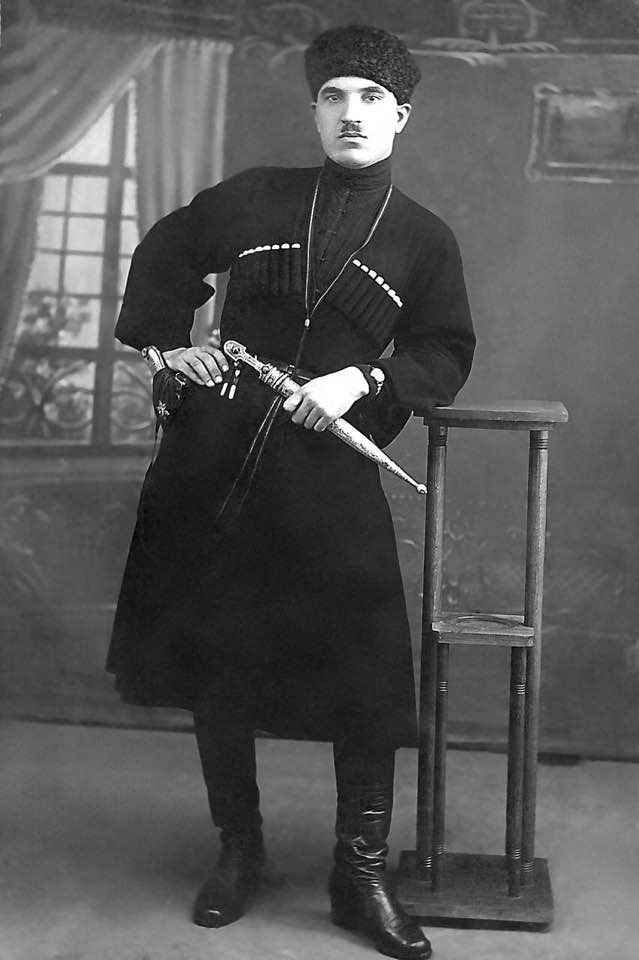
Джамбулатов Бауди — представитель чеченского тайпа туркой.

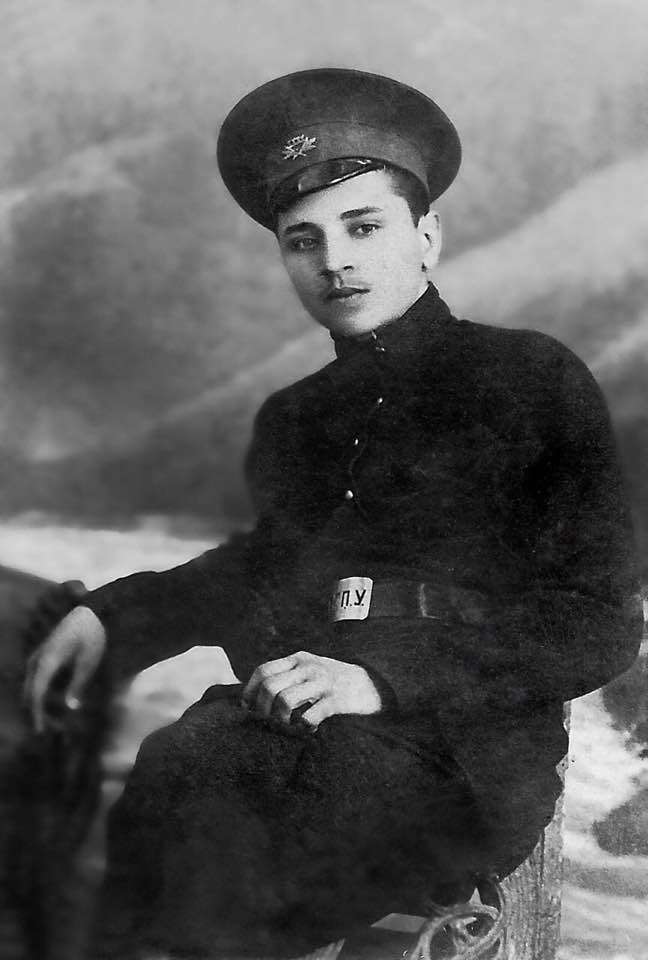
Джамбулатов Абу-Бакар — представитель чеченского тайпа туркой. 1907 год

Чеченский писатель и поэт М. Мамакаев в монографии «Чеченский тайп (род) и процесс его разложения» относил тайп туркой к основным коренным чеченским тайпам.
Краевед Сулейманов А. С. предположил, что тайп происходит из Турции, При этом, по его мнению, первая часть рассматриваемого термина чечен. тур — меч, легла в основу многих словообразований: туркой (этноним).
Публицист Умалат Лаудаев также считал тайп туркой пришлым. Историк, кандидат исторических наук Сайпуди Натаев сообщает, о том, что к числу коренных отнесён тайп туркой. Однако, следом он пишет, о том, что этот тайп — этнографическая группа очеченившихся турок, поскольку, по его мнению, само название «турки», говорит о пришлом происхождении. Также исследователь Майрбек Вачагаев, отнёс туркой и ряд других из-за созвучия к тайпам инородного происхождения, в последующем от своей версии отказался, признав свою публикацию черновой версией.
Историк Идрис Булатбиев допускает, что Туркхаьлл (кхаьлла — «поселение») было родовым селением этого общества, а само название тайпа — туркой, является упрощенной моделью обратного словообразования: туркхаллой > туркхлой > туркой.
И. Булатбиев считает наиболее весомым подтверждением чеченского происхождения тайпа, тот факт, что представители туркой из Урус-Мартана, до выселения чеченцев и ингушей в 1944 году, ходили на свои «покосы» и «посевы», которые находились в горной Чечне, в Галанчожском районе. По его мнению, этот факт, ярко свидетельствует о том, что, не будь туркой исконно чеченского происхождения, никаких посевных земель и покосов в горах Чечни в собственности у туркой не могло быть.
По сведениям И. Булатбиева, в научном обороте нет ни одного исторического документа, говорящего о переселении в Чечню этнических турок из Турции, тогда как и поныне в Турции живут потомки чеченских мухаджиров, предки которых мигрировали туда в XIX веке. В отношении туркой информации о турецком происхождении нет. Идрис Булатбиев, считает, что, мнение о «тюркских корнях» тайпа туркой, очевидно, является всего лишь результатом народной этимологии.
Чеченский этнограф, кандидат исторических наук Ибрагим Саидов в своей статье 1997 г. «О расселении нахских тайпов и тайповых отношениях» привел следующую версию: «Туркхой — дежурные, блюстители порядка, в том числе в Мехк-Кхеле».

## Расселение
Туркой проживают в целом ряде чеченских городов и сёл: Урус-Мартан, Гойты, Гехи, Хамби-Ирзи, Шаами-Юрт, Новые Атаги, Гашан-Чу, Рошни-Чу, Элистанжи, Ахмат-Юрт (Хоси-Юрт) и других населённых пунктах Чеченской республики, а также Республики Дагестан, в частности в селах Байрамаул и Османюрт Хасавюртовского района.

## Топонимы
Чеченский исследователь-краевед, педагог и народный поэт А. С. Сулейманов, зафиксировал на южной стороне села Валерик, Туркойн дукъ (Туркойн дук). К западу от Урус-Мартана, на южной стороне от шоссейной дороги ведущей в с. Гехи, Сулейманов зафиксировал Туркойн кешнаш (Туркойн кешнаш). На восточной стороне Бачи-Юрта имеются Туркойн кешнаш (Туркойн кешнаш) — заброшенное кладбище. Туркой барз-возвышенность в районе села Гойты, по направлению к трассе Ростов-Баку, с правой стороны автодороги Гойты-Грозный.